# 收入确认
收入确认（英語：Revenue recognition）原则是权责发生制原则与配比原则的的的基石。它们都决定了收入与支出在会计期间中的确认。根据该原则，收入在其实现或可实现时被确认，而不管现金何时被收到。在收付实现制中，则与此相反，收入在收到现金时被确认，无论商品或服务何时售出。
现金可以在比履行义务更早或更晚的时期收到（当货物或服务交付时），相关的收入被确认，这导致了以下两种类型的账户出现：
- 应计收入：收入在收到现金之前确认。
- 递延收入：收入在收到现金时被确认。